# Nagaizumi
Nagaizumi (長泉町?) è una cittadina giapponese della prefettura di Shizuoka.